# Macário de São João

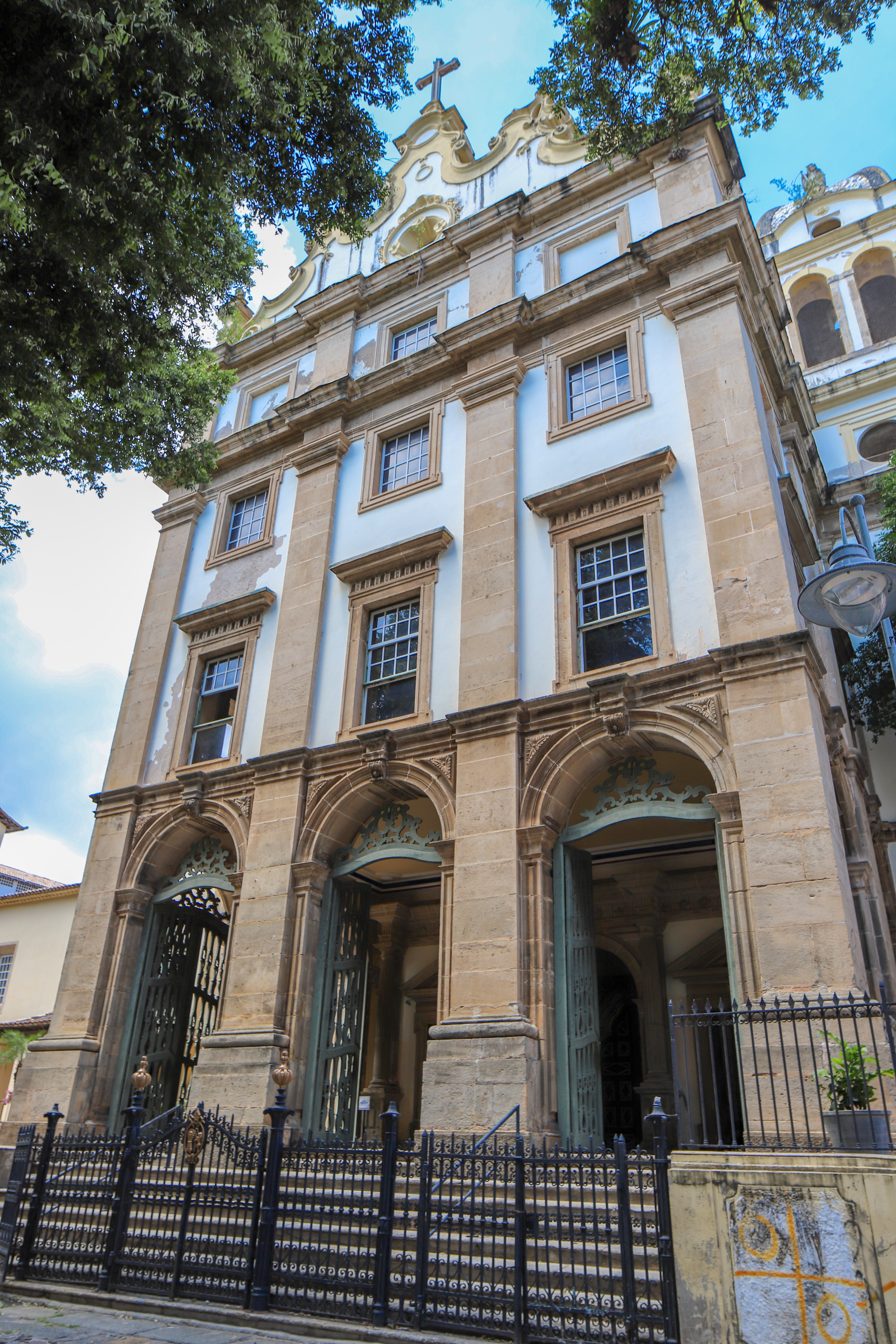
Fachada da Basílica de São Sebastião com a galilé na entrada

Frei Macário de São João (Reino de Castela, ? — Salvador, 3 de abril de 1676) foi um monge beneditino e arquiteto, construtor e entalhador espanhol ativo no Brasil colonial.

## Biografia
Oriundo do Reino de Castela, a documentação antiga sobre ele é muito escassa e pouco se sabe sobre sua vida. Seu primeiro biógrafo contemporâneo, dom Clemente Maria da Silva-Nigra, afirma, sem citar a origem da informação, que frei Macário teria pertencido ao círculo da família Torriani, arquitetos de origem italiana radicados em Portugal, em particular o frei beneditino João Torriano, professor em Coimbra e arquiteto-mor de Portugal entre 1640 e 1653, e seu irmão mais velho, Diogo de Turriano, ambos filhos do mestre Leonardo Torriani, arquiteto particular de Filipe II, e designado por ele arquiteto-mor de Portugal em 1598, para suceder o italiano Filippo Terzi.
Em 1647 teria sido convidado a se instalar em Salvador da Bahia pelo abade beneditino Gregório de Magalhães, a fim de encarregar-se da construção do Mosteiro de São Bento, que deveria substituir a edificação primitiva do século XVI, devastada pelos holandeses. Em torno de 1653 seguramente já estava na cidade.

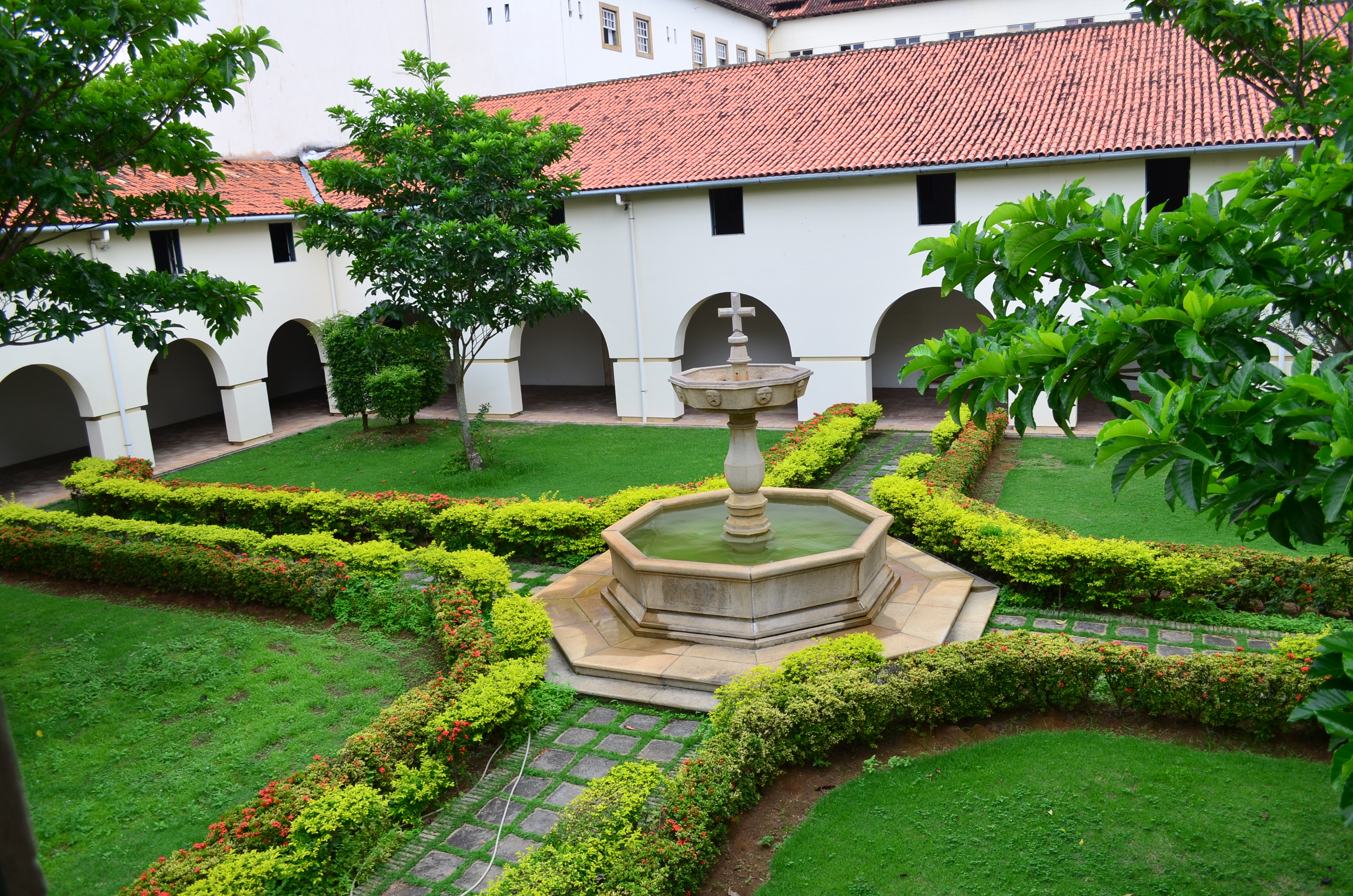
Claustro do mosteiro

Em 1654 um relatório do abade menciona um requerimento feito por frei Macário urgindo que as obras do claustro do mosteiro fossem continuadas, pois haviam sido paralisadas por causa da construção concomitante de um colégio anexo ao Mosteiro da Graça, sendo dito que "administrava as obras com muita diligência e fervor e peritíssimo não só nas obras de arquitetura, mas de enxambradura (talha em madeira)". Ainda em 1654 aparece junto com um certo Álvares resolvendo uma disputa com os pedreiros contratados para levantarem as colunas da fachada da igreja. São os únicos registros encontrados do frei ainda vivo.
Sua primeira e brevíssima biografia foi anotada cerca de 50 anos após sua morte no Dietário das Vidas e Mortes dos Monges, onde é dito que era natural do Reino de Castela e "havia recebido o santo hábito no estado de leigo, tanto pelo seu bom procedimento, como por ter suficiente notícia de arquitetura. Trabalhou nisto até morrer, com grande zelo e desvelo. Em prêmio de seu merecimento lhe deram o hábito e a coroa monacal. Deixou disposta em parte a planta deste Monastério e da Igreja nova com a clareza necessária para a sua execução. Faleceu depois de sacramentado, aos 3 de abril de 1676". Depois frei Macário foi esquecido, sendo redescoberto em meados do século XX pelo historiador Silva-Nigra, que em 1950 publicou uma monografia.

## Obra

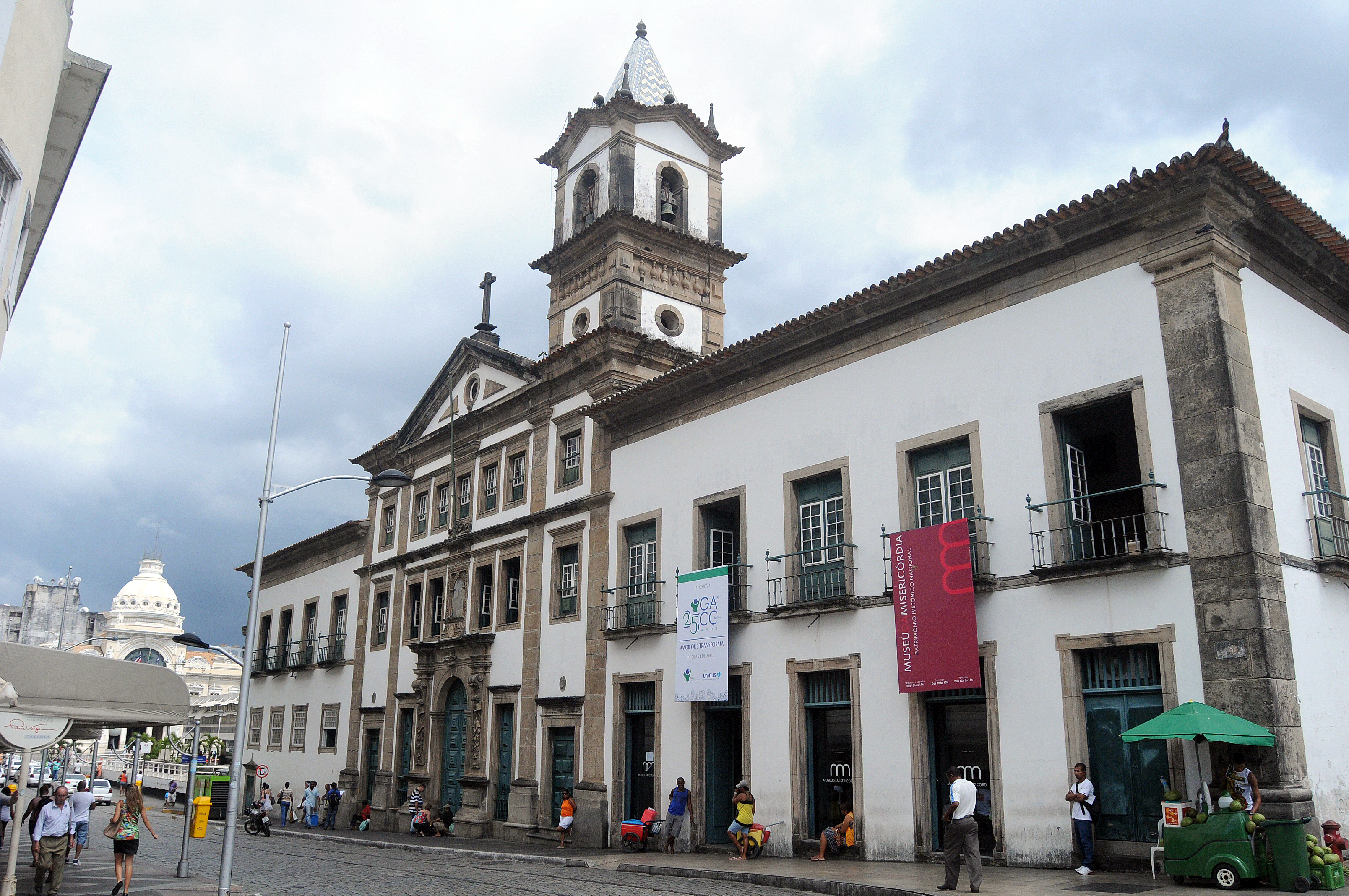
A Santa Casa de Misericórdia e sua igreja

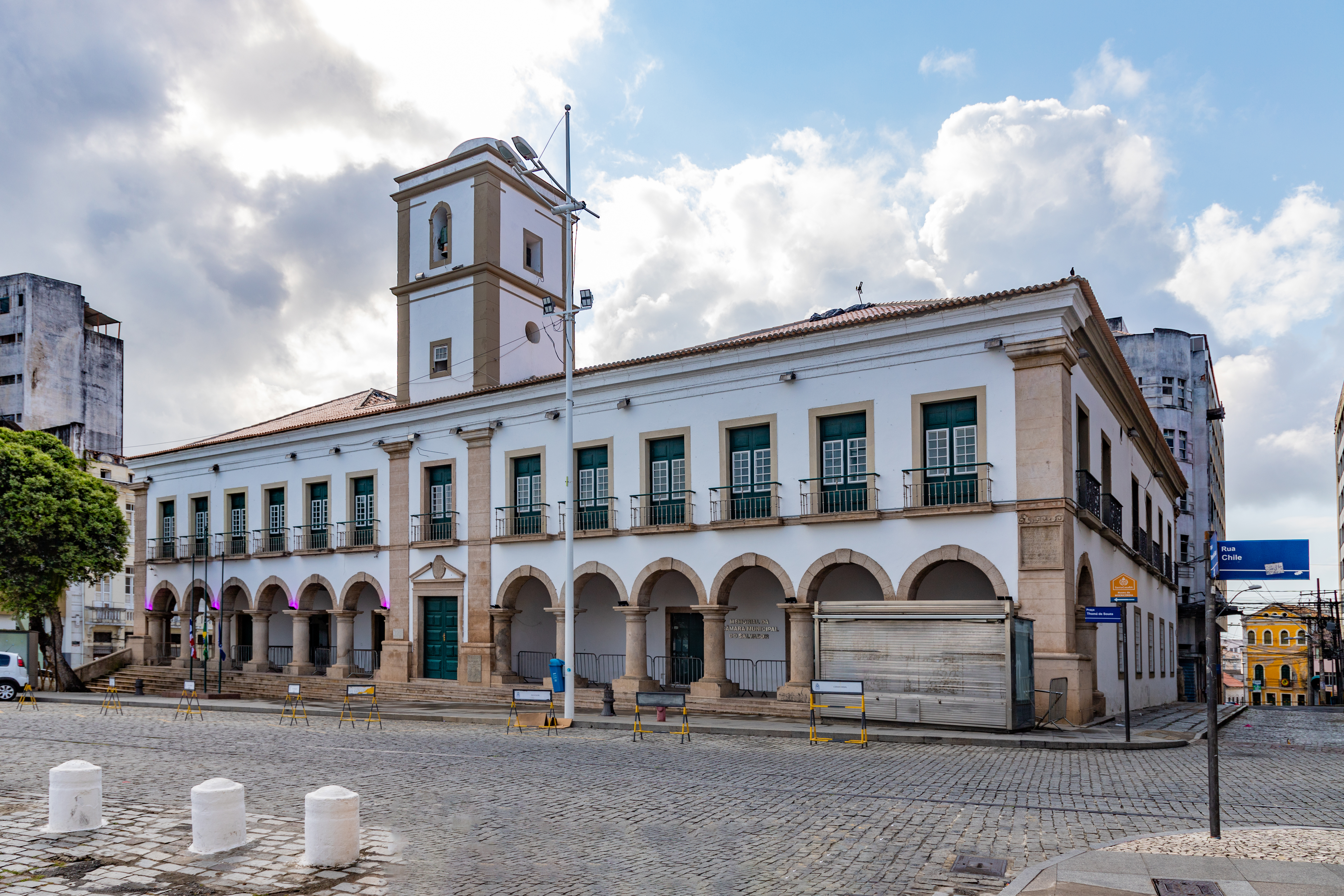
Câmara Municipal de Salvador

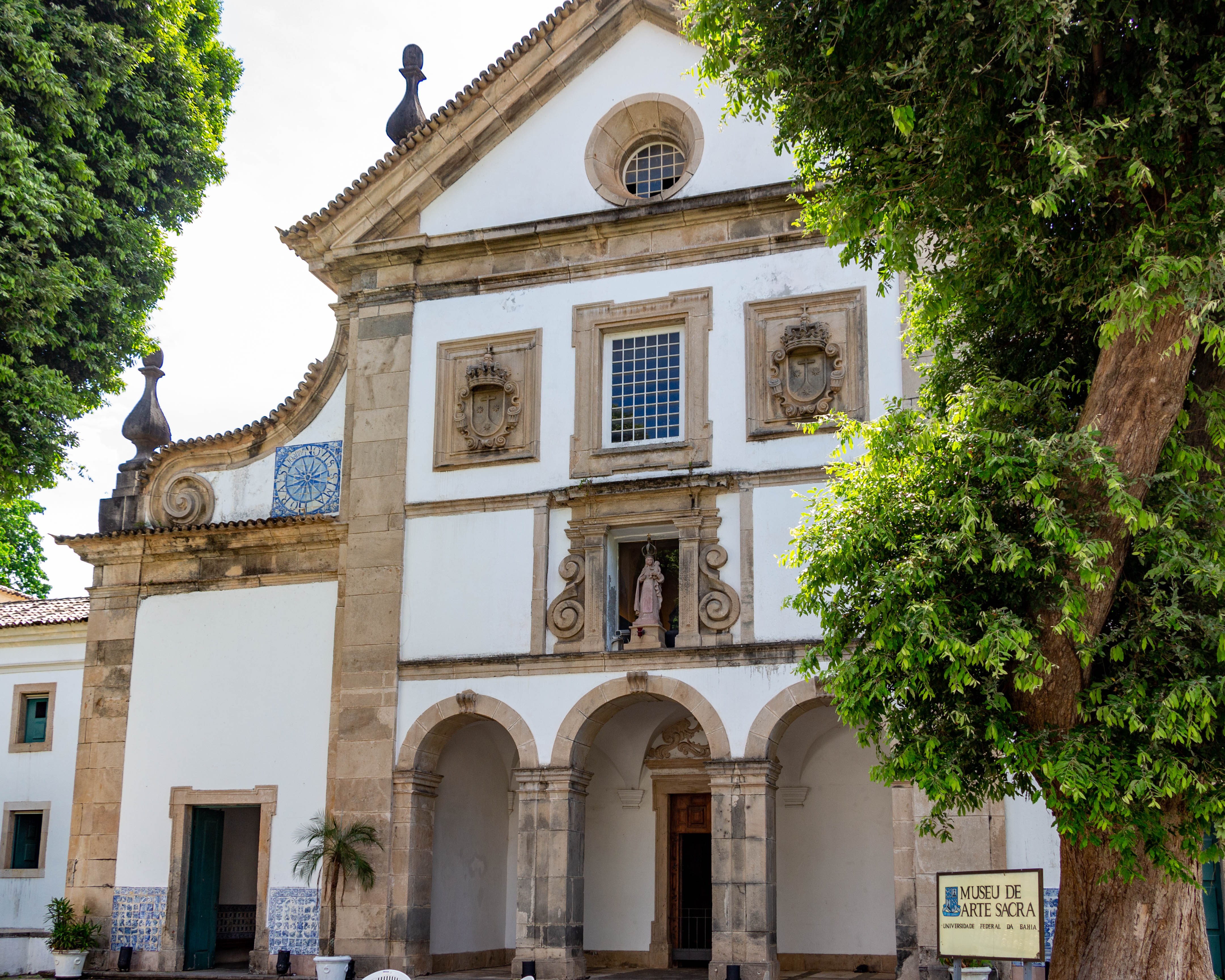
A igreja do antigo Convento de Santa Teresa

São de sua autoria documentada as plantas do Mosteiro Beneditino e da igreja anexa, a Basílica de São Sebastião, mas não é claro até que ponto interveio no risco das fachadas, bem como participação na construção da Igreja e da escadaria de acesso da Santa Casa de Misericórdia da Bahia. Silva-Nigra lhe atribuiu os projetos da Câmara Municipal de Salvador e do Convento Carmelita de Santa Teresa (hoje o Museu de Arte Sacra da Bahia), uma autoria que foi aceita mais tarde por vários pesquisadores. Silva-Nigra lhe atribuiu ainda a fachada da Santa Casa, a capela da Fazenda São Brás em Santo Amaro da Purificação, e a Igreja de Nossa Senhora dos Prazeres dos Montes Guararapes em Pernambuco, mas essas atribuições são mais controversas.
Suas obras são uma síntese eclética de fontes da Antiguidade Clássica, do Renascimento italiano tardio (Maneirismo) e do primeiro Barroco. Para Marco Spesso, frei Macário é o último herdeiro da escola maneirista de Filippo Terzi. Segundo Paulo Ormindo de Azevedo, "todos os historiadores de arquitetura e arte concordam que ele era um profissional altamente qualificado, muito mais refinado que a maioria dos arquitetos militares que por aqui passaram fazendo obras grossas de fortificação".
A Basílica mostra uma planta inspirada no modelo da Igreja de Jesus em Roma, e tem como destaque a inclusão de uma galilé na portada, a partir dos exemplos do Tratado de Arquitetura de Sebastiano Serlio, e considerada pelo historiador Eugênio Lins como "o mais importante elemento clássico da arquitetura brasileira do século XVII". Para Azevedo, o edifício da Câmara de Salvador tem uma configuração inovadora e praticamente única na tipologia dos paços municipais brasileiros (três outros casos são uma inspiração direta do exemplo soteropolitano) e guarda uma inconfundível semelhança com o estilo dos cabildos espanhóis dos séculos XVI e XVII. Azevedo argumenta que o único arquiteto ativo na época no Brasil com as referências técnicas e estéticas compatíveis com esse estilo era frei Macário. Da mesma forma, o autor diz que traços hispânicos seriam detectáveis também no Mosteiro e na Basílica, filtrados através da influência da arquitetura da Contrarreforma italiana.
Azevedo acredita que Macário deve ter participado em vários outros projetos ao longo dos seus quase trinta anos de atividade no Brasil, particularmente na área do Recôncavo Baiano, onde os beneditinos ergueram vários edifícios, como a capela do Engenho de São Bento das Lajes e o Convento de Nossa Senhora das Brotas, que mostram semelhanças estilísticas com as outras obras confirmadas ou a ele atribuídas. Também há notícia de que foi mestre entalhador, mas sobre esta parte de sua carreira nenhuma relíquia foi identificada.

## Legado
Na visão de Azevedo, "formal e construtivamente, as igrejas de São Bento e Santa Teresa são muito mais avançadas do que faziam, na época, os beneditinos, jesuítas, franciscanos e carmelitas no Brasil. [...] Sua contribuição construtiva e formal é tão avançada com relação à prática arquitetônica corrente no país que ele não teve seguidores, mas deixou na Bahia o testemunho de seu talento". Segundo Maria Herminia Hernández, seu legado para a arquitetura do Brasil colonial é importante, "com uma herança projetual e construtiva inovadora, considerado peritíssimo em seu fazer, que não lhe deixou preso aos modelos europeus, trazendo uma contribuição construtiva e formal". Suas obras merecem ser preservadas e estudadas mais a fundo, tendo contribuído para a "construção de identidades artísticas e na formação do patrimônio cultural nacional".